# イギリスの海外領土

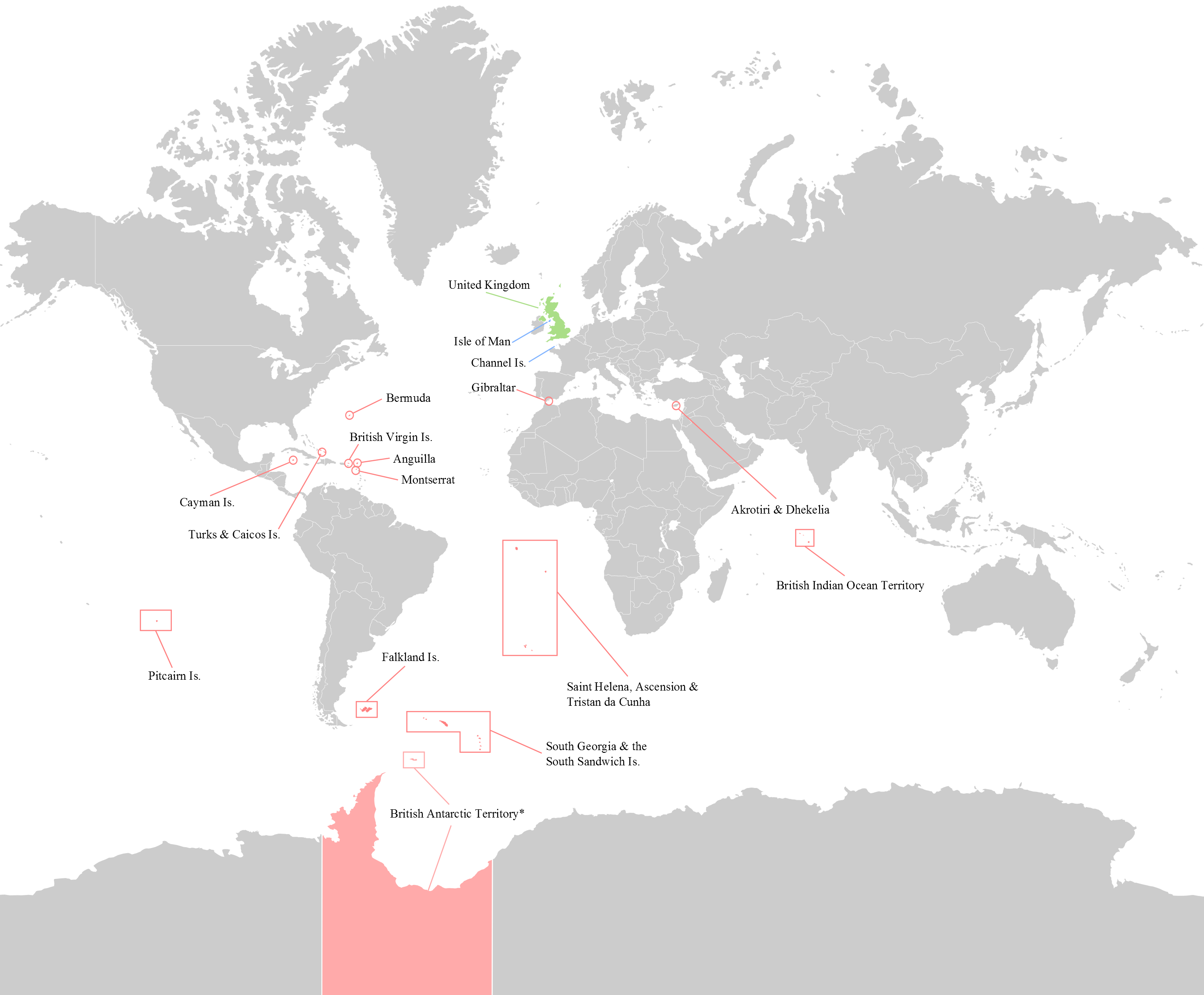
イギリスの海外領土
イギリス本国
イギリスの王室属領

イギリスの海外領土の拡大図

イギリスの海外領土（イギリスのかいがいりょうど、英: British Overseas Territories）とは、イングランド・スコットランド・ウェールズ・北アイルランド以外で、イギリスの政治的権限が及ぶ領域である。

## 概要
かつてのイギリスの海外領土としては自治領 (Dominion)、王領植民地 (Crown Colony)、保護国 (Protectorate)、信託統治領 (Trusteeship)、租借地 (leased territory) が存在した。第二次世界大戦以降、そのほとんどは独立国となるか、香港のように返還された。独立した地域にはイギリス連邦に参加する国と参加しない国があり、前者はさらに、イギリスの王を君主とする英連邦王国 (Commonwealth realm) と、それ以外の国に分かれる。
現在も独立せずに残っている海外領土は、バミューダ諸島のように正式名称に "Crown Colony" を使う例もあるが、これらもすべてまとめて属領 (territories) として、下記の4種に分類される。また、属領とは別に、外交と防衛をイギリスが代行する王室属領 (Crown dependencies) と呼ばれる地域があり、これらは法的にはイギリスに含まれるが、高度な自治権を有する領域である。
これらの地域は外務・英連邦省の欧州・米州担当大臣または海外領土および持続可能な開発担当次官の管轄となっている。

## 属領

### 類型1
本国に任命された総督や高等弁務官・弁務官が統治する。住民代表の立法議会はない。アクロティリおよびデケリアには数千人のキプロス人が居住しているが、ほかの3地域には基本的に定住者はおらず、おもに軍事や研究を目的とする居住者がいるのみである。
- イギリス主権基地領域アクロティリおよびデケリア
- イギリス領インド洋地域
- サウスジョージア・サウスサンドウィッチ諸島
- イギリス領南極地域

### 類型2
住民代表の立法議会があり、本国に任命された総督が行政府の長となる。
- ケイマン諸島 - 北大西洋
- フォークランド諸島（マルビナス諸島）- 南大西洋
- セントヘレナ・アセンションおよびトリスタンダクーニャ - アフリカ沖大西洋
  -  アセンション島
  -  セントヘレナ
  -  トリスタンダクーニャ
- ピトケアン諸島 - 太平洋

### 類型3
民選議会の多数政党党首を行政府の長として本国に任命された総督が任命する。
- アンギラ - 北大西洋
- モントセラト - 北大西洋
- タークス・カイコス諸島 - 北大西洋
- イギリス領ヴァージン諸島 - 北大西洋
- ジブラルタル - ヨーロッパ

### 類型4
類型3から、さらに総督の権限を形式化したもので、実質上、英連邦王国と大差ない。
- バミューダ - 北大西洋